# ハイネリア
ハイネリア（学名：Hyneria）またはヒネリアは、約3億6000万年前のデボン紀の北アメリカに生息した大型の肉食性淡水魚である。硬骨魚類肉鰭綱に属する。鋭利な歯と強靭な顎を持ち、当時の河川や河口で大型魚類や四肢動物を捕食していたと考えられている。

## 語源
属名であるハイネリアは最初の化石が発見された近辺のアメリカ合衆国ペンシルバニア州ハイナー村にちなんでいる。H. lindaeの種小名は、この魚を記載したケイス・スチュワート・トムソンの妻の名をとって名付けられた。

## 発見
最初の化石はアメリカ合衆国ペンシルバニア州の2つの地域で発見されており、ノースベンド村とハイナー村の間で1つ、エンポリアムで1つ発見された。標本は裂けた頭骨の破片と肩甲骨の断片から構成されている。これらの化石はデボン紀後期のレッド・ヒル・シェールのキャッツキル層で発見された 。これは新規参入した化石収集家が新たに豊富な化石を発見した、1993年までに知られている唯一の例である 。ハイネリアはレッド・ヒル・シェールで発見された最大にして最も一般的な肉鰭網の魚類とされている。

## 形態
ハイネリアは大型魚であった。H. lindae は全長約2.3 - 3メートルと推定されており、最大の顎は38センチメートルに達する。この2倍の大きさの顎に由来すると思われるさらに大型の断片も知られているが、これはハイネリアではなくリゾドゥス科のものである可能性もある。もう1つの種である H. uldezinye は記載前に全長2 - 4メートルと推定されたが、記載時には最大の標本は全長2.7メートルの個体のものであったとして推定されている。また、いずれの種に属するとも言及されていない未記載標本に基づけば、ハイネリアは最大で3.5メートルに達した可能性がある。頭蓋骨の皮骨は重厚で、下顎は相対的に長くかつ上下に浅い。歯は丈夫であり、前上顎骨歯は最大5センチメートルに達する。体は鱗で被覆されており、その大きさは長さ5センチメートル、幅6センチメートルに達した。淡水環境は濁りやすく視界が良好でないため、獲物の探知を用意にする大型化の感覚器も存在した。成魚には部分的に骨化していない骨格をはじめとする幼魚の特徴が保存されており、ネオテニーの可能性が高いことが示唆される。

## 種

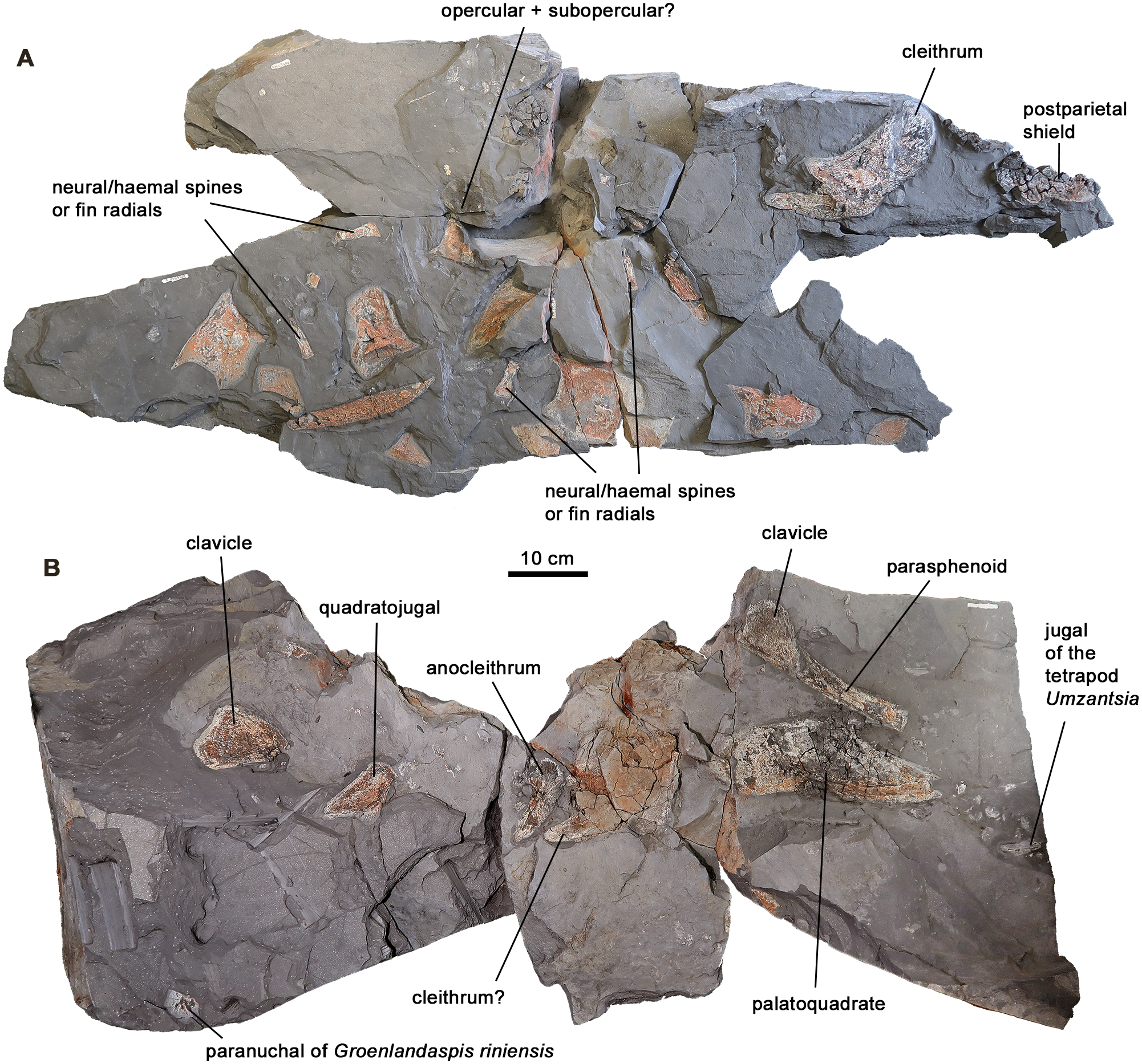
H. uldezinye のホロタイプ

アメリカ合衆国ペンシルベニア州の2つの産地から産出したオリジナルの化石は、一つはノースベンドおよびハイナーの村の間、もう一つはエンポリウムの付近で発見されている。これらは関節していない部分的な頭蓋骨と肩帯の断片からなるT。化石はレッド・ヒル・シェールのキャッツキル層で発見されており、上部デボン系にあたる。その後この化石しか知られていなかったが、1993年の発掘調査で新たな骨格要素が数多く発見された。ハイネリアはレッド・ヒル・シェールで最大かつもっとも化石記録の豊富な肉鰭類と考えられている。
2023年2月にはハイネリア属の新種 H. udlezinye が記載された。これはウォータールー・ファーム・ラーガーシュテッテで発見された化石に基づいて命名された。発見された化石には頭蓋骨と肩帯が含まれている。